# Hotel Polissia
L'Hotel Polissia (en ucraïnès: Готель Полісся) és un antic hotel de la ciutat abandonada de Prípiat, Ucraïna, a la zona d'exclusió de Txornòbil.
L'edifici va ser construït el 1975 per allotjar delegacions de la Unió Soviètica, així com per als hostes que volien visitar la central nuclear de Txornòbil. Situat al cor de la ciutat, formava part d'un complex d'edificis que incloia el palau de cultura Ienerguetik (Енергетик), grans magatzems i restaurant, entre d'altres. Era un dels edificis més alts de la ciutat. Després de l'explosió del 26 d'abril de 1986, la ciutat va ser evacuada i l'hotel va ser emprat per acollir els membres de la comissió científica liderada per Valeri Legàssov. Segons algunes fonts, el terrat de l'hotel va ser utilitzat per a dirigir les operacions dels helicòpters per aturar l'incendi del reactor. En l'actualitat es troba en un estat parcialment ruinós, i és un dels edificis més fotografiats i visitats en els circuits turístics de la zona d'exclusió, tot i que les autoritats han alertat sobre el perill que suposa entrar-hi i plantegen augmentar les restriccions.
L'hotel apareix en el videojoc Call of Duty 4: Modern Warfare i apareix al vídeo musical de la cançó de Suede Life Is Golden.